# Metaleptobasis
Metaleptobasis là một chi chuồn chuồn kim trong họ Coenagrionidae.

## Các loài
Metaleptobasis có 17 loài:
- Metaleptobasis amazonica Sjöstedt, 1918
- Metaleptobasis bicornis (Selys, 1877)
- Metaleptobasis bovilla Calvert, 1907
- Metaleptobasis brysonima Williamson, 1915
- Metaleptobasis diceras (Selys, 1877)
- Metaleptobasis fernandezi Rácenis, 1955
- Metaleptobasis foreli Ris, 1918
- Metaleptobasis incisula De Marmels, 1989
- Metaleptobasis lillianae Daigle, 2004
- Metaleptobasis manicaria Williamson, 1915
- Metaleptobasis mauffrayi Daigle, 2000
- Metaleptobasis mauritia Williamson, 1915
- Metaleptobasis quadricornis (Selys, 1877)
- Metaleptobasis selysi Santos, 1956
- Metaleptobasis tetragena Calvert, 1948
- Metaleptobasis weibezahni Rácenis, 1955
- Metaleptobasis westfalli Cumming, 1954